# Leptostylopsis incrassatus
Leptostylopsis incrassatus là một loài bọ cánh cứng trong họ Cerambycidae.